# 425 Market Street
425 Market Street es un rascacielos de oficinas ubicado en la esquina de las calles Market y Fremont en el Distrito Financiero de la ciudad de San Francisco, en el estado de California (Estados Unidos). La torre de oficinas de 160 m y 38 pisos se completó en 1973. Fue construida por Metropolitan Life Insurance Company como su "Sede de la Costa del Pacífico" y se llamó "1 Metropolitan Plaza". Fue construido como un reemplazo moderno de su antigua sede en Nob Hill en 600 Stockton Street (ahora remodelado como el Hotel Ritz-Carlton). Fue uno de los primeros edificios en San Francisco en tener un sistema de transporte de alta velocidad para tarjetas de datos de computadora, archivos y correo interno de la oficina, que en ese momento era un sistema de última generación.